# Batalla de Aquae Sextiae
La batalla de Aquae Sextiae se refiere a dos combates sucedidos durante tres días del verano del año 102 a. C., entre las legiones de la República romana, mandadas por el cónsul Cayo Mario, y las tribus germánicas de los teutones y sus aliados ambrones. Ambos enfrentamientos finalizaron con la completa victoria de las primeras.

## Antecedentes

### Origen
Tradicionalmente se considera que hacia el 120 a. C., los protogermánicos cimbrios abandonaron Jutlandia producto de una inundación y se dirigieron al sur de la moderna Alemania. Vencieron a los boyos y escordiscos, atacaron a los tauriscos en Iliria, aliados de Roma, y vencieron al cónsul Cneo Papiio Carbón en Noreya en el 113 a. C. sumando durante la marcha a muchos pueblos celtas.
Según Apiano, para entonces ya se les unieron los ambrones y teutones, sin embargo, para el erudito alemán Theodor Mommsen, estas tribus no se incorporaron a la migración hasta el 102 a. C., siendo esta campaña la única que hicieron contra la República romana.
Su compatriota, Walter Krüger, tiene una teoría diferente sobre su origen. Como los estudios arqueológicos indicarían que Jutlandia sólo era un lugar de paso, considera más probable que el origen de ambrones y teutones estuviera en el delta del Rin-Mosa-Escalda y la Galia Bélgica, entre las actuales Bélgica y Holanda, donde los pueblos se consideraban descendientes de germanos. Probablemente se trataba de una alianza de eburones, menapios, pemanos, condrusos, segnos, cerosos, ubios, bátavos, cananefates, téncteros, sicambrios, usípetes, catuarios y camavos que desde el 111-110 a. C., se organizaron para atacar las tierras del sur, aliándose con sécuanos y tigurinos. Después de vencer a los romanos en Arausio (Orange) en el 105 a. C., avanzaron hasta la cuenca del río Garona para regresar a sus territorios con un gran botín. En el 102 a. C., entraron en la actual Alsacia para luchar contra los heduos, aliados de Roma y enemigos de los sécuanos.
El británico Nic Fields concuerda con que los descubrimientos arqueológicos en Jutlandia no han proporcionado ninguna evidencia de una emigración masiva. A la vez, señala como, aunque los cronistas suelen relatar que cimbrios y teutones eran tribus germanas, los nombres de sus jefes eran celtas, aunque se ha teorizado con que los cronistas no estaban familiarizados con las lenguas germanas y transcribieron sus nombres en una forma más conocida, es decir, céltica. Sin embargo, Fields reconoce que los cronistas tampoco concuerda con un origen celta o germano, términos que de por sí son complejos, pues refieren a tribus con muchas diferencias culturales entre sí. Además, para los romanos de la época Germania era un total misterio, pues no tenían contacto directo con sus pueblos y ya en el período imperial, cuando se escribieron muchas de las fuentes supervivientes, habían desarrollado muchos prejuicios contra ellos.

### Reformas marianas
Después del desastre de Arausio, el general Cayo Mario es elegido cónsul y encargado de llevar a cabo importantes reformas en el ejército romano, con las que las legiones pasaron de ser cuerpos temporales de conscriptos a fuerzas profesionales y permanentes.
Mientras tanto, los invasores germánicos cimbrios, teutones y ambrones, después de saquear Hispania volvieron a la Galia y decidieron invadir Italia. Partieron de las tierras de los belóvacos al sur para cruzar los Alpes. Los cimbrios lo harían por el centro, los ambrones y teutones por el oeste y un tercer grupo, los tigurinos, atacaría por el este. En palabras del historiador Richard J. Evans, eran: «el mayor desafío a la supremacía romana en el oeste desde la invasión de Aníbal». En respuesta, Mario decidió salir a enfrentarse a los teutones mientras su colega consular, Quinto Lutacio Cátulo, hacía lo propio con los cimbrios.
Según el británico William Henry Hall, los germánicos no deseaban saquear, sino obtener tierras donde establecerse, pero ya en el 109 a. C., el cónsul Marco Junio Silano les había dejado claro que no podrían asentarse pacíficamente en territorio romano. Los romanos no tenían tierras que darles en Italia, donde se habían producido recientemente varias hambrunas y de hecho deseaban exportar población al norte de los Alpes.

## Fuerzas enfrentadas

### Ambrones y teutones
Las crónicas antiguas dan números sobre el tamaño de la horda, lo que incluye a las familias de los guerreros, sin embargo, todos estos números se deben tomar con cuidado, pues las fuentes son romanas y tienden a exagerar. Basándose en el número de bajas, los germanos sumaban 290 000 personas según Tito Livio, al menos 150 000 acorde a Veleyo Patérculo, 100 000 leyendo a Plutarco o alrededor de 280 000 según Eutropio, Paulo Orosio y san Jerónimo. En tiempos recientes, el historiador soviético Serguéi Kovaliov hablaba de 100 000 hombres, mujeres, niños y ancianos en total. Su colega austriaco, Herbert Graßl, creía que la masa de migrantes bien podía alcanzar los 150 000 seres humanos y debían contar con alrededor de 9000 carromatos para transportar a sus familias y pertenencias.
El único número referido específicamente a los guerreros germanos lo da Plutarco, quien afirma que 30 000 ambrones lucharon en la primera batalla. Este número también es considerado exagerado en la actualidad. Respecto de las estimaciones modernas, el mencionado Graßl utilizó los cálculos de su colega y compatriota, Karl Völkl, quien estimó en 7000 a 10 000 guerreros ambrones y 20 000 teutones. Otro historiador alemán, Joachim Herrmann, creía que los teutones debían contar con 50 000 a 70 000 guerreros (y sus aliados cimbrios con otro tanto). Su compatriota, Kurt Weickelt, en un discurso de 1928 analizó la batalla y estimaba que los germánicos tenían 30 000 a 35 000 hombres.
Walter Krüger creía que los teutones se componían de quince mil eburones, cinco mil segnos, cerosos, pemanos, condrusos y otros y dos mil jinetes ménapios. Los ambrones serían una hueste de diez mil sicambrios, cinco mil catos, vangíones, németes y cinco mil suevos. En total, la horda sumaría 40 000 guerreros. Además, los sécuanos podrían haberles proporcionado ayuda, siendo capaces de movilizar unos diez mil combatientes, aunque la mitad debió quedarse en las tierras al sur de Chalon-sur-Saône y Lyon para defenderse de los heduos. Por último, los tigurinos pudieron desplegar unos cinco mil hombres en el valle del río Isère y en los Alpes Peninos y otro tanto en Grenoble para amenazar a los alóbroges.

### Romanos
El historiador estadounidense Tenney Frank cree que el Senado romano ordenó dividir sus fuerzas: con Mario partieron a la Galia Transalpina tres legiones romanas, mientras que Cátulo debía proteger la Galia Cisalpina con otras dos. La británica Lynda Telford, en su biografía sobre Lucio Cornelio Sila, hablaba de seis legiones que totalizaban 37 000 hombres. En cambio, el estadounidense Phillip Kildahl cree que el cónsul contaba con un mínimo de siete u ocho legiones romanas, pero después de la batalla debió desprenderse de la mitad de la fuerza para enviar dos o tres a Sicilia y una o dos a Macedonia. También considera que la «legión mariana» tenía en promedio 4000 legionarios, por lo que Mario pudo tener un ejército de 30 000 legionarios a sus órdenes, sin incluir a sus aliados galos y ligures. En su Historia de Roma, Sergej Kovaliov afirma que el cónsul no disponía de más de 30 000 a 40 000 romanos muy bien entrenados y el rodesiano Thomas Carney coincide con él. Nic Fields afirma que probablemente eran cinco a seis legiones.
Respecto de autores alemanes, Völkl estimaba que los romanos debían tener 30 000 a 35 000 hombres y Weickelt en 35 000 a 40 000. El ya citado Krüger creía que eran 35 000 efectivos, de los que 20 000 eran legionarios organizados en cuatro legiones; además, habría una quinta legión moviéndose del Isère a Durance y que no llegó a tiempo para la batalla.
El británico Adrian Goldsworthy afirma que se trataba de dos legiones de ciudadanos romanos y dos alae sociorum de itálicos, cada una formada por unos 6000 infantes, a los que se sumaban importantes contingentes de auxiliares hasta alcanzar los 30 000 a 35 000 soldados; otros 20 000 hombres quedaron a cargo de Cátulo. Aquella distinción entre romanos e itálicos siguió existiendo hasta la Guerra Social y, de hecho, Mario premió a mil aliados de Camerino con la ciudadanía romana por su valor durante la guerra.
Estos números coinciden con estimaciones modernas de que ningún ejército de campaña en la Antigüedad clásica podía pasar los treinta o cuarenta millares, pues en la batalla era imposible mantener la disciplina de contingentes mayores por su mediocre entrenamiento, excepto en casos como las legiones. Es bastante probable que el núcleo de esas tropas fueran veteranos de la guerra de Yugurta y el resto reclutas entrenados personalmente por Mario durante dos años.
Los romanos contaban con auxiliares galos y ligures, pero Frontino señala que Mario no se fiaba de ellos. Para ponerlos a prueba, les entregó una carta con órdenes de no abrirla hasta llegada cierta fecha, pero antes de que llegara el día se las pidió de vuelta y estaba abierta, sabiendo así que tramaban a sus espaldas. Sin embargo, Plutarco señala que los ligures eran los más animados a luchar de todos los soldados, pues sus tierras eran las amenazadas inmediatamente por los invasores. Respecto de los galos, es posible que fueran alóbroges, volcas tectósages y sécuanos junto a los griegos de Massalia (Marsella), todos pueblos también directamente amenazados por la invasión germánica.

## Batalla

### Asedio del campamento romano

Migración de cimbrios y teutones.

Los romanos acamparon en dos campamentos: el primero estaba en un lugar que pasaría a llamarse Fossa Mariana (Fos-sur-Mer), en el lago este del delta del Ródano, en la Galia Narbonense; el principal estaba en Tarascón, en el extremo occidental de los Alpes, pero muy cerca del primero, específicamente en el oppidum ligur de Glanum. Desde esa posición podían defender el puerto del Pequeño San Bernardo y el camino de la costa, únicos caminos por donde podían atravesarse los Alpes en aquella zona.
Mario acampaba con abundantes vituallas cuando llegaron los teutones por lo que se negó a luchar. De hecho, castigaba a todo soldado u oficial que perdía los estribos e intentaba atacar, pues los germanos les provocaban constantemente. Eran muy superiores en número y ocupaban con sus guerreros gran parte de la llanura cercana donde ofrecían batalla. Más ocupado estaba el cónsul en construir un canal a través del cual llegaban los barcos desde el mar al campamento de Fossa Mariana; por aquel canal el lugar recibía tal nombre. Los soldados romanos empezaron a quejarse de que no confiaba en ellos, pero el cónsul les respondió que había escuchado los augurios de una sacerdotisa siria llamada Marta, a quien su esposa, Julia, le había enviado después que adivinara cuales gladiadores ganarían en un espectáculo. Por eso, él estaba haciendo los sacrificios que le pedía. Esta situación se habría prolongado por tres días al menos.
Viendo que los romanos no salían a enfrentarlos, los teutones se acercaron al campamento, recibiendo proyectiles que les causaron algunas bajas. Se menciona que un guerrero teutón se acercó al campamento y desafió a Mario a un combate singular, quien le respondió despreciativamente que si deseaba morir podía enviarle un cabestro. Ante la insistencia del enemigo, le ofreció hacerlo luchar con un gladiador pequeño y enfermo, y que si lo vencía después le enfrentaría.
No podían permanecer inmóviles pues agotaban los recursos de los lugares donde pasaban. Entonces decidieron seguir a los Alpes pasando frente al campo fortificado de Mario durante seis días con sus familias y posesiones, insultando constantemente a los romanos y sus sacerdotisas, vestidas de blanco, haciendo sacrificios. Probablemente su intención era cruzar los Alpes por la costa, en La Turbie.
Después que pasaron, las legiones empezaron a seguirlos lentamente a poca distancia, construyendo campamentos fortificados en posiciones ventajosas para descansar cada noche. Los bárbaros migraban con los teutones al frente y los ambrones en retaguardia, según Hall, hacia el norte del macizo de los Alpilles, siguiendo el río Durance hasta donde actualmente se encuentra Orgon. Dos o tres días de marcha habrían bastado para llevarlos a las cercanías de la moderna Aix.

### Choque con los ambrones
Así, Mario llegó al pie de los Alpes, acampando en las cercanías de la villa de Aquae Sextiae, «Aguas Sextias», en una posición ventajosa que bloqueaba el valle del río Arc, «Arco», por entonces casi seco y con su lecho formando una depresión de orillas a veces empinadas y otras inclinadas. Como su acceso al agua fue bloqueado por los germánicos, Mario utilizó la sed de sus hombres para animarlos a luchar: «Si son hombres, allí están para ustedes», indicándoles que si querían beber debían vencer, pero antes debían fortificar el campo. Los soldados obedecieron de mala gana, pero los sirvientes no tenían agua para ellos ni las bestias, por lo que se aventuraron al río y se enfrentaron a los ambrones, que fueron tomados por sorpresa, pues muchos estaban bañándose o comiendo. El griterío atrajo a más germánicos y Mario tuvo dificultades para contener a sus legionarios, que temían perder a sus sirvientes.
Los ambrones atacaron en orden, bajo el cantar de su tribu, a pesar de que acababan de comer y beber vino. Los ligures empezaron a responder al enemigo con sus propios gritos. Entonces, cuando los ambrones cruzaron el río sus filas se desordenaron, lo que fue aprovechado por los ligures para atacarlos. Es posible que los ligures lucharan primero porque estaban haciendo una pantalla, mientras los legionarios estaban ocupados construyendo el campamento. Los germánicos resistieron hasta que los legionarios se unieron a la lucha. Aparentemente, Mario escogió ese lugar con problemas de aprovisionamiento de agua a propósito, para animar a sus soldados a expulsar a los germanos de su única fuente del vital elemento.
Allí murió la mayoría de los ambrones y el resto fue perseguido por los romanos en la otra orilla hasta llegar a su campamento de carromatos. Fue entonces cuando las mujeres ambronas se abalanzaron sobre los fugitivos y perseguidores con espadas y hachas matándolos por igual, a los primeros por cobardes y a los segundos por enemigos, soportando las heridas hasta caer muertas. Plutarco resume los hechos en: «Así esta batalla del río, según las relaciones, más se verificó por casualidad que no por disposición del general».

### Encuentro con los teutones

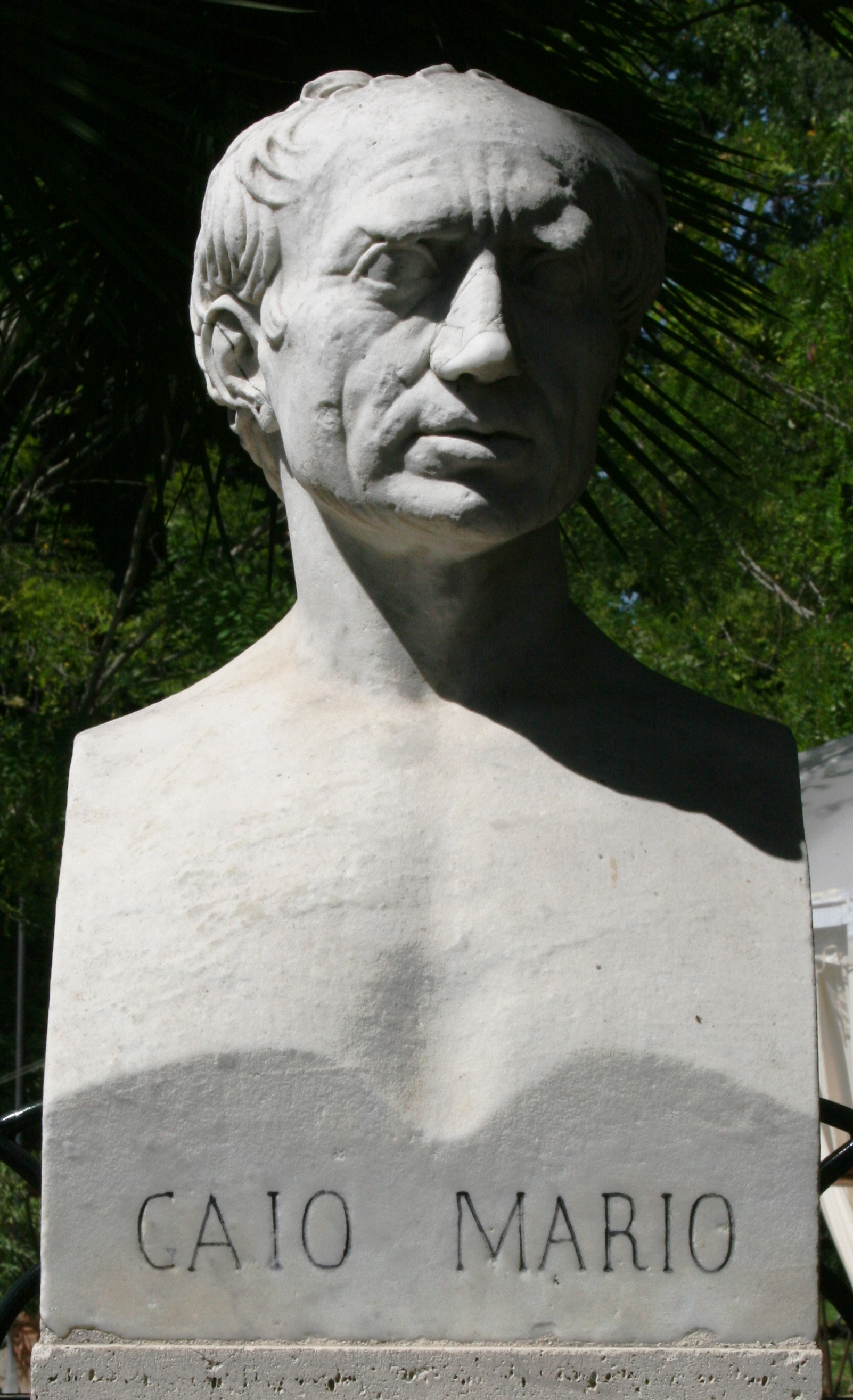
Busto de Cayo Mario, vencedor en la batalla.

Al llegar la noche, los romanos se retiraron al campamento, donde no celebraron la victoria. Estaban en problemas, pues no habían construido ninguna empalizada alrededor y temían un ataque sorpresa. Pero no sucedió nada y al día siguiente, los invasores se dedicaron a congregar a sus guerreros. Mario había enviado a un pequeño grupo de sus soldados a las cercanías del campamento teutón, donde estuvieron gritando toda la noche, impidiendo a sus enemigos descansar por tener que mantenerse alerta. Así, estuvieron debilitados a la hora de luchar. En la mañana, los romanos se movieron al este, más cerca de Pourrières, donde construyeron un nuevo campamento que fortificaron adecuadamente.
Según Plutarco, Mario aprovechó para enviar al pretor Marco Claudio Marcelo con 3000 soldados a los bosques y barrancos que rodeaban el valle donde estaban los teutones, se movieron por una depresión del terreno para no ser vistos. Sus órdenes eran que cuando los germanos atacaran debían caer sobre su retaguardia. En cambio, Frontino señala que Marcelo fue enviado la noche anterior a la batalla con un pequeño destacamento de infantería y caballería acompañado por mozos que atendían a los animales, pero que iban vestidos y armados como la caballería para dar la impresión que eran muchos más.
El cónsul hizo que el resto del ejército comiera bien y después durmiera, para al amanecer formar frente al campamento y la caballería se desplegara en la llanura. Probablemente fue en las laderas de la montaña Sainte-Victoire, porque sus barrancos impedían ser envueltos por los teutones en la llanura. Esta montaña estaba al norte de la llanura, al sur había alturas boscosas y un terreno rocoso que acababa en una montaña llamada Olimpo. Probablemente Mario hizo formar a cada legión en la forma tradicional de triplex acies, una línea triple, la primera formada por 4 cohortes y la segunda y la tercera por otras 3 cohortes. De esta forma, ante cualquier emergencia las cohortes contaban con dos reservas en que apoyarse. La batalla comenzó cuando la caballería romana cargó contra los germánicos para provocarlos a atacar.
La táctica principal de celtas y germanos consistía en cargar, derribar con sus escudos a los enemigos y romper su formación, luego cada guerrero se dedicaba a perseguir un hombre. Si el enemigo estaba nervioso su línea podía quebrarse fácilmente, pero si resistía los guerreros podían cansarse y retirarse apresuradamente. Esta táctica era requería una formación muy densa que podía romper una legión romana previa a las reformas de Mario, basada en tres filas poco profundas de pequeños manípulos separados entre sí. Por esto, el cónsul los sustituyó con cohortes, unidades equivalentes a tres manípulos, uno inmediatamente detrás de otro, lo que les permitía resistir una carga.
Los teutones, en lugar de esperar a que los romanos bajaran a la llanura, cargaron cuesta arriba en la colina donde estos estaban acampados y formados. Los legionarios lanzaron sus jabalinas (pila) y después mantuvieron su línea hasta empezar a hacer retroceder al enemigo de vuelta a la llanura. Dicha lluvia de proyectiles debió debilitar seriamente las capacidades de los germanos para enfrentar a legionarios fuertemente armados, ya que fueron modificados para que se doblaran si golpeaban un escudo, inutilizando tanto la jabalina como el escudo. Esto se hacía con dos jabalinas, la primera en arrojarse era la más ligera y con mayor alcance, y la segunda la más pesada. Esta lluvia sería realizada por los legionarios de la primera fila de cohortes, quienes rápidamente habrían sacado sus espadas (gladii) y avanzaron al trote sobre los teutones confundidos por los proyectiles. Con sus gritos de batalla empezaron a golpear a los germanos con sus escudos (scuta) en la cara para luego apuñalarlos en el vientre. Según Fields, cuando los teutones rompieron filas, los legionarios no rompieron filas persiguiéndolos y es posible que esperaran a su segunda fila de cohortes que avanzaría a apoyarlos. También pudo ser clave el calor del mar Mediterráneo, al que los germánicos no estaban acostumbrados y debilitó la sólida muralla de escudos que formaron.
En la crónica de Plutarco, los germánicos trataron de formar una nueva línea en la llanura abierta, donde resistieron mucho mejor, quedando los romanos en riesgo de ser vencidos, pero entonces Marcelo cayó sobre su retaguardia y cayeron en pánico. Por su parte, Frontino señala que Marcelo atacó tan pronto que notó que la batalla había comenzado y rápidamente logró dispersar a los invasores.

## Consecuencias

### Suicidio masivo
Después de esto, los romanos avanzaron al campamento enemigo, donde 300 mujeres casadas enviaron una delegación pidiendo ser convertidas en vírgenes vestales para los templos de Venus y Ceres y tomar votos de castidad, pero la petición fue rechazada, y sabiendo que solamente podían esperar la esclavitud y la deshonra empezaron a matar a los niños y durante la noche se suicidaron. Así, la migración terminaba en un suicidio en masa.

### Bajas
Los teutones y ambrones fueron aniquilados, y nunca volverían a amenazar a Roma; sólo Orosio menciona que apenas 3000 sobrevivientes lograron escapar. Citando las fuentes antiguas, los germanos padecieron 200 000 muertos y 90 000 prisioneros según Livio, 150 000 muertos según Patérculo, 100 000 muertos y prisioneros según Plutarco, o unos 200 000 muertos y 80 000 prisioneros según Eutropio, san Jerónimo y Orosio. Los cadáveres enterrados en esas tierras las nutrieron de tal manera que en los años siguientes los viñedos dieron excelente cosechas.
Autores modernos tienden a ser más moderados en sus estimaciones. Telford creía que la mayoría de los teutones y sus aliados murieron, pero unos 17 000 guerreros y miles de no combatientes fueron esclavizados. El italiano Marsilio Bacci hablaba de 10 000 muertos y capturados. Respecto de las bajas romanas, el historiador Richard Gabriel, en un estudio sobre los ejércitos romanos de la República, estimaba que los romanos solían padecer un 5 % de muertos en una victoria, ya que la mayoría de las muertes se producían cuando el ejército vencido huía. En el caso específico de las guerras con los germanos, estimaba en unos 300 romanos caídos en esta batalla.

### Postrimerías
El rey teutón, Teutobod, descrito como un hombre inmenso, fue capturado en un bosque cercano por los sécuanos y exhibido en el desfile triunfal. Sin embargo, Orosio afirma que murió en la batalla. Como dicho monarca sólo fue capturado por la traición de los sécuanos, es posible que grupos de supervivientes lograran huir de vuelta al norte.
Los romanos apilaron las armas y escudos de los vencidos y prepararon una gran pira. Los soldados la rodearon y su cónsul, con su túnica púrpura, la encendió. Inmediatamente después, Mario salió a ayudar a Cátulo, ya que los cimbrios habían entrado en Italia, derrotándolos en Vercelas. Sin embargo, Aquae Sextiae fue más importante, pues sin esta victoria hubiera sido imposible vencer a los cimbrios.
Julio César señala que los germanos habían dejado 6000 guerreros para proteger sus tierras y posesiones; aunque Mommsen los reduce a 3000. Después de su derrota seguramente tuvieron que vencer a las tribus vecinas que quisieron aprovecharse de su debilidad, pues crónicas romanas posteriores siguen mencionando asentamientos cimbrios y teutones a lo largo del Rin, destacando los atuátucos y nervios. Las tierras en cuestión estaban en la confluencia del Mosa con el Sambre.
A pesar de la victoria, el miedo producido por la invasión siguió presente y fue usado por César para justificar la conquista de las Galias.

### Análisis
El historiador español José Lago compara esta batalla con las de Bibracte (58 a. C.) y Watling Street (61), donde Julio César venció a los helvecios y Cayo Suetonio Paulino a los icenos respectivamente. En los tres casos, los profesionales legionarios romanos escogieron una posición elevada rodeada por árboles para evitar ser envueltos por un enemigo muy superior en número. Los bárbaros formaron una falange o muro de escudos y cargaron, pero no rompieron la línea de las legiones, y cuando estas avanzaron fueron arrollados. Las tres serían ejemplos de una maniobra clásica muy usada por los romanos, apodada «ofensiva defensiva». Mantenerse a la defensiva y desgastar al enemigo hasta que se lanza un feroz contraataque con las reservas. Esto exigía elegir una posición ventajosa, pero un enemigo astuto evitaría atacar, sin embargo, había maniobras para obligarlo a presentar batalla, como saquear su territorio.
El estadounidense David Stone Potter señala que Mario era un comandante militar tradicional que imitó a Aníbal Barca en Tesino y Trebia (218 a. C.). Buscando el engaño, ocultó una fuerza para atacar a su enemigo sorpresivamente en la retaguardia, tácticas que comandantes romanos posteriores fueron abandonando. Sin embargo, la principal causa de la victoria fue la disciplina de los legionarios. También agrega que César imitó sus tácticas en Bibracte, no fortificando sus posiciones defensivas y permitiendo a los helvecios atacarlo, aunque después evitó ceder la iniciativa a menos que hubiera fortificado su posición.
El francés Serge Yalichev señala que Mario usó la táctica favorita de Aníbal, cediendo terreno ante un ataque frontal del enemigo para luego lanzar un contraataque envolvente hacia su retaguardia. Susan Olfson Shapiro señala que en esta batalla Mario imitó otra táctica del cartaginés, atraer al enemigo a un valle estrecho donde poder rodearlo. Goldsworthy hace una comparación de Aquae Sextiae y Bibracte con Farsalia (49 a. C.). En las dos primeras batallas, la infantería bárbara cargó colina arriba contra una línea romana para ser diezmada por una lluvia de jabalinas, siendo el uso ideal del pilum. En cambio, en la tercera, los legionarios las usaron como picas para enfrentar a la caballería.

### Clásicas
Los libros son citados en números romanos y capítulos y párrafos en números arábigos. Entre paréntesis aparecen los apellidos de los traductores de las ediciones usadas con el año correspondiente y las páginas citadas. 
- Apiano. Historia Romana. Libro IV (fragmentos). Véase en White, Horace (1912). Appian's Roman History (en inglés) 1. Cambridge: Harvard University Press. Para la ordenación numérica de los fragmentos véase la versión digitalizada en Livius, con notas de Jona Lendering, 2005.
- Cayo Julio César. Comentarios sobre la guerra de las Galias. Libros I y II. Véase en McDevitte, William Alexander; W. S. Bohn (1869). Caesar's  Gallic War (en inglés). Nueva York: Harper & Brothers.  Versión en latín en The Latin Library.
- Dion Casio. Historia Romana. Libro XXXIX. Véase Cary, Earnest (1914). Cassius Dio: Roman History (en inglés) 3. Cambridge: Harvard University Press.
- Estrabón. Geografía. Libro VII. Véase en Falconer, William (1892). The Geography Of Strabo (en inglés) 1. Londres: George Bell & Sons. Ordenación numérica en capítulos y párrafos extraídos de reedición digitalizada en Perseus, 1902.
- Flavio Eutropio. Compendio de la Historia romana. Libro V. Véase en Watson, John Shelby (1886). Eutropius, Abridgment of Roman History (en inglés). Londres: George Bell and Sons. Para ordenación numérica de párrafos y capítulos véase la versión digitalizada en latín por The Latin Library.
- Jerónimo. Carta CXXIII. Véase en Schaff, Philip; Henry Wallace (2007). Nicene and Post-Nicene Fathers: Second Series (en inglés) 6. Nueva York: Cosimo. ISBN 9781602065185.
- Jerónimo. Crónica. Véase en Pearse, Roger (2005). The Chronicle of St. Jerome (en inglés). Ipswich: Tertullian. Ordenación numérica proviene de digitalización en Attalus, basada en traducción latín-inglés por Robert Bedrosian, 2016.
- Julio Obsecuente. Libro de los Prodigios. Véase en Jensen, Jens Peter (2019). Religion i Rom - Om kult og ofringer i det førkristne Rom (en latín). Copenhague: Books on Demand. ISBN 9788743017547. Véase también en The Latin Library.
- Lucio Aneo Floro. Epítome. Libro I. Véase en Forster, Edward Seymour (1924). Florus: Epitome of Roman History (en inglés). Cambridge: Harvard University Press. Por fechas, véase también la versión digitalizada en Livius, basada en traducción latín-inglés por Jona Lendering y Andrew Smith, 2003, que originalmente se basa en la versión de The Latin Library, que es una digitalización de la edición de Paul Jal, París: Les Belles Lettres, 1984.
- Mestrio Plutarco. Vida de Mario. Véase en Perrin, Bernadotte (1920). Plutarch's Lives: Demetrius and Antony. Pyrrhus and Gaius Marius (en inglés) 9. Cambridge: Harvard University Press. En español en Imperium.
- Paulo Orosio. Historia contra los paganos. Libro V Archivado el 29 de mayo de 2020 en Wayback Machine.. Véase en Fear, Andrew T. (2010). Orosius: Seven Books of History Against the Pagans (en inglés). Liverpool: Liverpool University Press. ISBN 9781846312397. Versión en latín de Attalus, basada en edición de Karl Friedrich Wilhelm Zangemeister, Viena, corregida por Max Bänziger, 1889.
- Sexto Julio Frontino. Estratagemas. Libros I, II y IV. Véase en Bennett, Charles Edwin (1925). The Stratagems, and, The Aqueducts of Rome (en inglés). Londres: Heinemann.
- Tácito. Germania. Véase en Church, Alfred John (1942).  William Jackson Brodribb; Lisa Cerrato, ed. The Complete Works of Tacitus (en inglés). Nueva York: Random House.
- Tito Livio. Periocas. Véase en Villar Vidal, José Antonio (2008). Tito Livio. Periócas, Periócas de Oxirrinco; Julio Obsecuente. Libro De Los Prodigios. Madrid: Gredos. ISBN 84-249-1696-4.
- Veleyo Patérculo. Compendio de la Historia romana. Libro II. Véase en: Shipley, Frederick William (1924). Compendium of Roman history. Res gestae divi (en inglés). Cambridge: Harvard University Press.

### Moderna
- Bacci, Marsilio (1965). Viaggio nel tempo: Dalle antiche civiltà agli Arabi (en italiano) I. Florencia: Sansoni Editore.
- Carney, Thomas Francis (1961). A Biography of C. Marius. An Inaugural Lecture Given in the University College of Rhodesia and Nyasaland (en inglés). Harare: African Classical Associations.
- Evans, Richard John (2005). «Rome's Cimbric Wars (114-101 BC) and their impact on the Iberian Peninsula». Acta Classica (en inglés) XVIII (1): 37-56. ISSN 0065-1141.
- Fields, Nic (2023). The Cimbrian War 113-101 BC: The Rise of Caius Marius (en inglés). Oxford: Osprey. ISBN 9781472854919.
- Frank, Tenney (1933). An Economic Survey of Ancient Rome: Rome and Italy of the Republic (en en inglés) I. Nueva York: Octagon Books.
- Frediani, Andrea (2003). Le grandi battaglie di Roma antica (en italiano). Roma: Newton e Compton. ISBN 88-8289-724-9.
- Gabriel, Richard A. (2012). Man and Wound in the Ancient World: A History of Military Medicine from Sumer to the Fall of Constantinople (en inglés). Washington DC: Potomac Books. ISBN 9781597978484.
- Goldsworthy, Adrian (2016). In the Name of Rome: The Men Who Won the Roman Empire (en inglés). Phoenix: Yale University Press. ISBN 9780300221831.
- Graßl, Herbet (2006). «Zur Logistik antiker Wanderbewegungen».  En Eckart Olshausen; Holger Sonnabend, ed. "Troianer sind wir gewesen"--Migrationen in der antiken Welt: Stuttgarter Kolloquium zur Historischen Geographie des Altertums, 8, 2002 (en alemán). Stuttgart: Franz Steiner Verlag & Universität Stuttgart. pp. 14-19. ISBN 9783515087506.
- Hall, William Henry (1898). The Romans on the Riviera and the Rhone: A sketch of the Conquest of Liguria and the Roman Province (en inglés). Londres: MacMillan.
- Herrmann, Joachim (1988). Griechische und lateinische quellenzur frü hgeschichte mitteleuropas bis zur mitte des I.Jahrtausend u.z: Von Hommer bis Plutarch (8.Jh.v.u.z.bis 1.Jh.u.z.) (en alemán). Berlín: Akademie Verlag.
- How, Walter Wybergh; Henry Devenish Leigh (1896). A History of Rome to the Death of Caesar (en inglés). Londres, Nueva York, Bombay: Longmans, Green and Co. ISBN 9781596055926.
- Kildahl, Phillip Andrew (1968). Caius Marius (en inglés). Nueva York: Twayne Publishers.
- Kovaliov, Sergej Ivánovich (1955). Storia di Roma: La Repubblica (en italiano). Milán: Edizioni Rinascita.
- Krüger, Walter (2018). Die Kimbern und Teutonen kamen nicht aus Jütland: Eine alternative Darstellung (en alemán). Hamburgo: Tredition. ISBN 9783746927527.
- Machado, Dominic M. (2023). Voluntas Militum: Community, Collective Action, and Popular Power in the Armies of the Middle Republic (300–100 BCE) (en inglés). Zaragoza: Prensas Universitarias de Zaragoza. ISBN 9788413406381.
- Matthew, Christopher Anthony (2009). On the Wings of Eagles. The Reforms of Gaius Marius and the Creation of Rome's First Professional Soldiers (en inglés). Newcastle upon Tyne: Cambridge Scholars Publisher. ISBN 9781443818131.
- Mommsen, Theodor (1876). Historia de Roma: La revolución V. Madrid: Francisco Góngora editor. Traducción alemán-español por A. García Moreno. Prólogo y comentarios en la parte relativa a España, por F. Fernández y González.
- Olsen, John Andreas; Colin S. Gray (2011). The Practice of Strategy: From Alexander the Great to the Present (en inglés). Oxford: Oxford University Press. ISBN 9780199608638.
- Pelletier, André (1982). Vienne antique: de la conquête romaine aux invasions alamanniques (IIe siècle avant–IIIe siècle après J.-C.) (en francés). Roanne: Éditions Horvath. ISBN 978-2-7171-0213-0.
- Potter, David Stone (2009). Rome in the Ancient World: From Romulus to Justinian (en inglés). Londres: Thames & Hudson. ISBN 9780500251522.
- Potter, David Stone (2010). «Caesar and the Helvetians».  En Garrett G. Fagan; Matthew Trundle, ed. New Perspectives on Ancient Warfare (en inglés). Leiden: Brill. pp. 305-330.
- Potter, David Stone (2019). The Origin of Empire: Rome from the Republic to Hadrian (en inglés). Cambridge: Harvard University Press. ISBN 9780674659674.
- Shapiro, Susan Olfson (2005). O Tempora! O Mores! Cicero's Catilinarian Orations: a Student Edition with Historical Essays (en inglés). Norman: University of Oklahoma Press. ISBN 9780806136622.
- Telford, Lynda (2014). Sulla: A Dictator Reconsidered (en inglés). Barnsley: Pen and Sword. ISBN 9781783030484.
- Völkl, Karl (1954). «Zur Zahlenmäßigen Stärke der Germanen bei Aquae Sextia». Anzeiger für die Altertumswissenschaf (en alemán) (7): 125-128. ISSN 0003-6293.
- Weickelt, Kurt (1928). Die Schlacht bei Aquae Sextiae (en alemán). Leipzig: Druckerei der Werkgemeinschaft.
- Yalichev, Serge (1997). Mercenaries of the ancient world (en inglés). Londres: Constable. ISBN 9780094757509.